# Presidentvalet i Zimbabwe 2008
Presidentvalet i Zimbabwe 2008 hölls lördagen den 29 mars 2008, för att välja ny president i Zimbabwe i Södra Afrika. Valdagen hade utropats till nationell helgdag.
Såväl oppositionen som valobservatörer talade redan på valdagen om omfattande valfusk.
Valets tre huvudkandidater är den sittande presidenten Robert Mugabe (Zanu-PF), Morgan Tsvangirai (Movement for Democratic Change) och Simba Makoni (oberoende). För att vinna presidentposten krävs absolut majoritet. Ingen av kandidaterna fick mer än 50 procent av rösterna och valet gick då till en andra valomgång, 27 juni.
Den 22 juni meddelade Morgan Tsvangirai att han ger upp sin kandidatur, med hänvisning till våldet i landet. Sydafrikas regering uppmanade honom i ett uttalande samma dag att ompröva sitt beslut. Zimbabwes valmyndighet underkände hans urdragande och menade att det kom för senare än vallagen tillät. Därför fortsatte Tsvangirai att vara kandidat i valet.
5,9 miljoner registrerade väljare kunde rösta på valdagen. För första gången hölls lokala val och val till senaten samtidigt med presidentvalet.

## Resultat
Dagen efter valen hävdade Movement for Democratic Change att man vunnit valet, en uppgift de baserade på valresultaten som anslagits på alla vallokaler runt om i landet.  Uttalandet kritiserades av Zimbabwes valmyndighet för att komma för tidigt.
Den 1 april uppgav oppositionskällor för BBC att förhandlingar pågick om ett maktöverlämnande. Nyheten dementerades dock av Mugabe. Regeringstrogna tidningen The Herald talade samma dag för första gången om ett jämnt parlamentsval.
Den 2 april meddelade valmyndigheten i Zimbabwe att oppositionen vunnit fler än hälften av platserna i parlamentet. Rösträkningen uppgavs dock inte vara färdig, enligt oppositionstalesmän ett tecken på att regeringen förlorat och nu försökte vinna tid. 
Parlamentsvalet
| Parti            | Antal platser |
| ---------------- | ------------- |
| MDC              | 100           |
| Zanu-PF          | 99            |
| Utbrytare ur MDC | 10            |
| Oberoende        | 1             |

## Anklagelser om valfusk
Valobservatörer från Västvärlden har nekats att övervaka valet och inga representanter från EU eller USA finns på plats. Få utländska medier släpptes in i landet och inga svenska journalister fanns på plats under själva valdagen.
De senaste presidentvalen i Zimbabwe har alla präglats av anklagelser om valfusk och trakasserier av oppositionen. Inför 2008 års val rapporterade Human Rights Watch om hur ZANU-PF haft monopol på medieutrymme, hur oppositionspolitiker trakasserats och hur mat på landsbygden fördelats till ZANU-PF-anhängare. 
Afrikanska valobservatörer som släppts in i landet talade inför valdagen om riggade röstlängder, med så många som 8 000 icke-existerande personer uppsatta i ett distrikt i Harare. Dessa uppgifter har dock inte kunnat dokumenteras.
Den afrikanska unionens valobservatörer har inte hittat några bevis på valfusk, enligt delegationens ledare, Sierra Leones f.d. president Ahmad Tejan Kabbah.

## Ekonomisk kris
Den ekonomiska krisen i Zimbabwe var värre än någonsin när valet hölls, med en inflation på 100 000 procent och akut brist på basvaror i landet. Det har uppgivits som skäl för att Robert Mugabe skulle få svårt att rädda valsegern ännu en gång.